# Hikaru Naomoto
Hikaru Naomoto (jap. 猶本 光, Naomoto Hikaru; * 3. März 1994 in Ogōri, Präfektur Fukuoka) ist eine japanische Fußballnationalspielerin.

## Karriere

### Verein
Naomoto begann – durch ihren älteren Bruder beeinflusst – im Alter von sechs Jahren mit dem Fußballspielen. 2007 trat sie im Alter von 13 Jahren dem Verein Fukuoka J Anclas bei. Für diesen bzw. die zweite Mannschaft, Anclas FC Paso Dorad, spielte sie bis zu ihrem Wechsel zu den Urawa Red Diamonds Ladies im Jahr 2012. 2018 wechselte sie in die Bundesliga zum SC Freiburg. Zur Winterpause der Saison 2019/20 wechselte sie zurück nach Japan zu ihrem früheren Verein Urawa Red Diamonds, um sich mit mehr Einsatzzeiten für die Olympischen Spiele zu empfehlen.

### Nationalmannschaft
Naomoto begann ihre internationale Karriere im Jahr 2009 bei der U-16 Asienmeisterschaft, bei der sie sich als Dritte durch ein 6:2 gegen Australien für die U-17-Fußball-Weltmeisterschaft in Trinidad und Tobago qualifizierten. Beim Turnier in der Karibik kam sie in allen sechs Spielen zum Einsatz und erzielte zwei Tore, darunter ein Tor im Finale gegen Südkorea, das 3:3 endete und im anschließenden Elfmeterschießen verloren wurde.
Sie gehörte dem Kader der japanischen U-20-Nationalmannschaft an, der an der U-20-Weltmeisterschaft 2012 in Japan teilnahm. In sechs Spielen erzielte sie zwei Tore. Seit 2014 gehört sie zum Kader der A-Nationalmannschaft und nahm mit dieser als zweitjüngste Spielerin des japanischen Kaders an der Fußball-Asienmeisterschaft der Frauen 2014 teil, bei der Japan erstmals den Titel gewann. Sie kam aber nur beim 7:0 im letzten Gruppenspiel gegen Jordanien zum Einsatz als einige Stammspielerinnen geschont wurden. Für die WM 2015 wurde sie nicht nominiert. 2018 gehörte sie zum Kader, der bei der Fußball-Asienmeisterschaft der Frauen 2018 den Titel verteidigen konnte, wobei sie nur im ersten Gruppenspiel gegen Vietnam zum Einsatz kam, das mit 4:0 gewonnen wurde. Auch für die WM 2019 und die  wegen der COVID-19-Pandemie um ein Jahr verschobenen Olympischen Spiele in Tokio wurde sie nicht nominiert.
Ihr erstes großes Turnier mit der A-Nationalmannschaft ist die laufende Asienmeisterschaft im Januar 2022. Hier kam sie in den drei Gruppenspielen sowie im Viertelfinale zum Einsatz und erzielte beim 5:0-Sieg im ersten Spiel gegen Myanmar ihr erstes Tor für die Nadeshiko. Durch den Einzug ins Halbfinale, das im Elfmeterschießen gegen China ohne sie verloren wurde, hatten sich die Japanerinnen als erste Mannschaft nach den Gastgeberinnen für die WM 2023 qualifiziert.
Am 13. Juni 2023 wurde sie für die WM-Endrunde nominiert.  Bei der WM, die für die Japanerinnen mit einer Viertelfinalniederlage gegen Schweden endete, wurde sie in den drei Gruppenspielen eingesetzt und erzielte beim 2:0-Sieg gegen Costa Rica das erste Tor.

## Erfolge
- U-17-Vizeweltmeisterin 2010
- U-19 Asienmeisterin 2011
- U-20-Weltmeisterschaftsdritte 2012
- Asienmeisterin 2014 und 2018 (je 1 Einsatz)